# ساسفراس
السَّاسَفرَاس أو السَّاصَفْرَا (الاسم العلمي: Sassafras) هو جنس من الفصيلة الغارية يوجد في أمريكا الشمالية والصين.

## مرجع
1. ↑  المعجم الموحد لمصطلحات علم الأحياء، سلسلة المعاجم الموحدة (8) (بالعربية والإنجليزية والفرنسية)، تونس: مكتب تنسيق التعريب، 1993، ص. 303، OCLC:929544775، QID:Q114972534
2. ↑  سمير إسماعيل الحلو (1999)، القاموس الجديد للنباتات الطبية: أكثر من 2000 نبات بأسمائها العربية والإنجليزية واللاتينية (بالعربية والإنجليزية واللاتينية) (ط. 1)، جدة: دار المنارة، ص. 61، OCLC:1158805225، QID:Q117357050
3. 1 2  ميشال حايك (2001)، موسوعة النباتات الطبية (بالعربية والإنجليزية والفرنسية والألمانية واللاتينية) (ط. 3)، بيروت: مكتبة لبنان ناشرون، ج. 2، ص. 120، OCLC:956983042، QID:Q118724964
4. 1 2  إدوار غالب (1988). الموسوعة في علوم الطبيعة: تبحث في الزراعة والنبات والحيوان والجيولوجيا (بالعربية واللاتينية والألمانية والفرنسية والإنجليزية) (ط. 2). بيروت: دار المشرق. ص. 745. ISBN:978-2-7214-2148-7. OCLC:44585590. OL:12529883M. QID:Q113297966.
5. ↑  وديع جبر (1987)، معجم النباتات الطبية (بالعربية والإنجليزية والفرنسية واللاتينية) (ط. 1)، بيروت: دار الجيل للطبع والنشر والتوزيع، ص. 214، OCLC:20296221، QID:Q125946799
6. ↑  "معلومات عن ساسافراس على موقع britannica.com". britannica.com. مؤرشف من الأصل في 2021-08-18.
7. ↑  "معلومات عن ساسافراس على موقع ncbi.nlm.nih.gov". ncbi.nlm.nih.gov. مؤرشف من الأصل في 2021-05-09.
8. ↑  "معلومات عن ساسافراس على موقع nzor.org.nz". nzor.org.nz. مؤرشف من الأصل في 2022-05-06.